# 乔吉·帕克
乔吉·帕克（英語：Georgie Parker，1989年4月26日—），澳大利亚女子曲棍球运动员。她曾代表澳大利亚参加2014年英联邦运动会曲棍球比赛，获得一枚金牌。她也曾参加2016年夏季奥林匹克运动会。